# Коліно Клер
«Коліно Клер» (фр. Le Genou De Claire) — п'ятий фільм Еріка Ромера з серії «Казки з мораллю». Екранізація твору Жана Франсуа Мармонтеля. Володар найвищої нагороди кінофестивалю в Сан-Себастьяні.

## Сюжет
Французький дипломат Жером на відпочинку знайомиться з Клер, дочкою його давньої знайомої. Жером збирається скоро одружуватися, але несподівано ним оволодіває потяг до Клер, точніше, до її колін. Вимушений боротися зі своїми пристрастями, щоби не стати жертвою скандалу, Жером задовільняється лише тим, що кладе руку на коліно дівчині.

## У ролях
| Актор             | Роль          |
| ----------------- | ------------- |
| Жан-Клод Бріалі   | Жером         |
| Аврора Корну      | Аврора        |
| Лоренс де Монаган | Клер          |
| Беатріс Роман     | Лора          |
| Фабріс Лукіні     | Вінсент       |
| Мішель Монтель    | Мадам Вальтер |
| Жерар Фальконетті | Жиль          |